# Kostel Panny Marie Bolestné (Horní Planá)
Kostel Panny Marie Bolestné je poutní kostel na vrchu Dobrá Voda, ve středověku zvaném „mons Vitkonis“, (862 m n. m.) u Horní Plané.

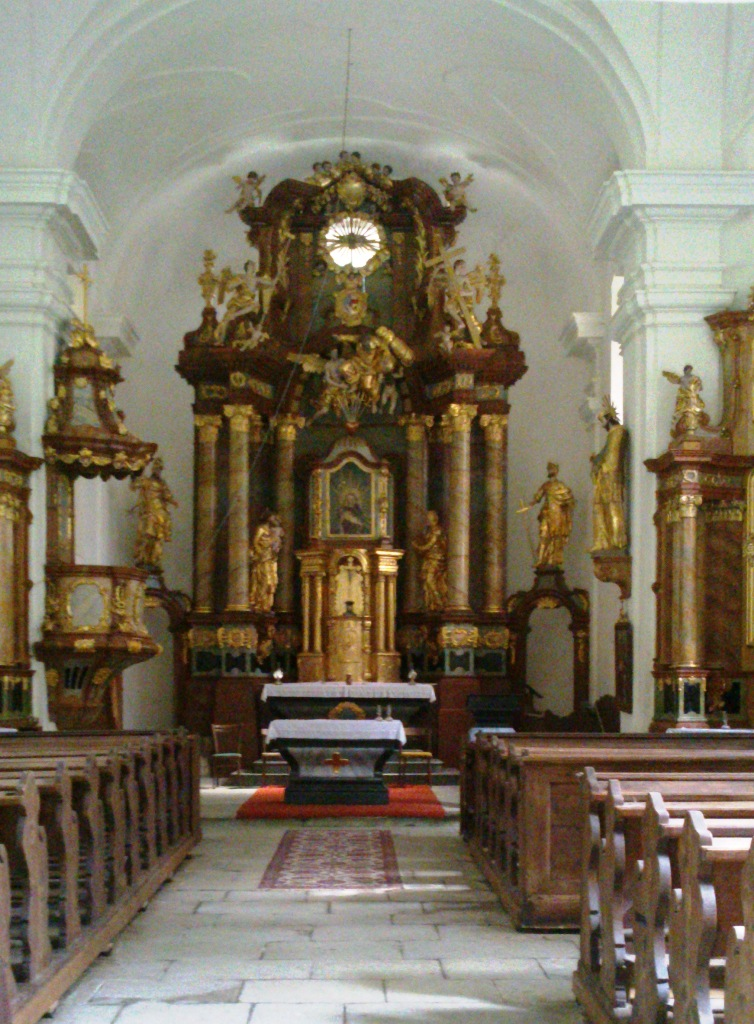
Hlavní oltář kostela

Kostel byl postaven (na místě dřevěné kaple z roku 1760) v letech 1777–1779, a to v pozdně barokním slohu. Sochařské a řezbářské práce vedl Leopold Hueber z Českých Budějovic.  V letech 1787–1801 byl okolo kostela hřbitov. Varhany, které byly koncem 19. století upraveny rakouským varhanářem Josefem Breinbauerem z Ottensheimu, byly v roce 1993 prohlášeny za kulturní památku. V letech 1993–1997 byl kostel renovován.
Pověsti spojené s tímto poutním místem zaznamenal hornoplánský rodák Adalbert Stfter ve své povídce Popsaná jedlička.